# Ferenc Móra

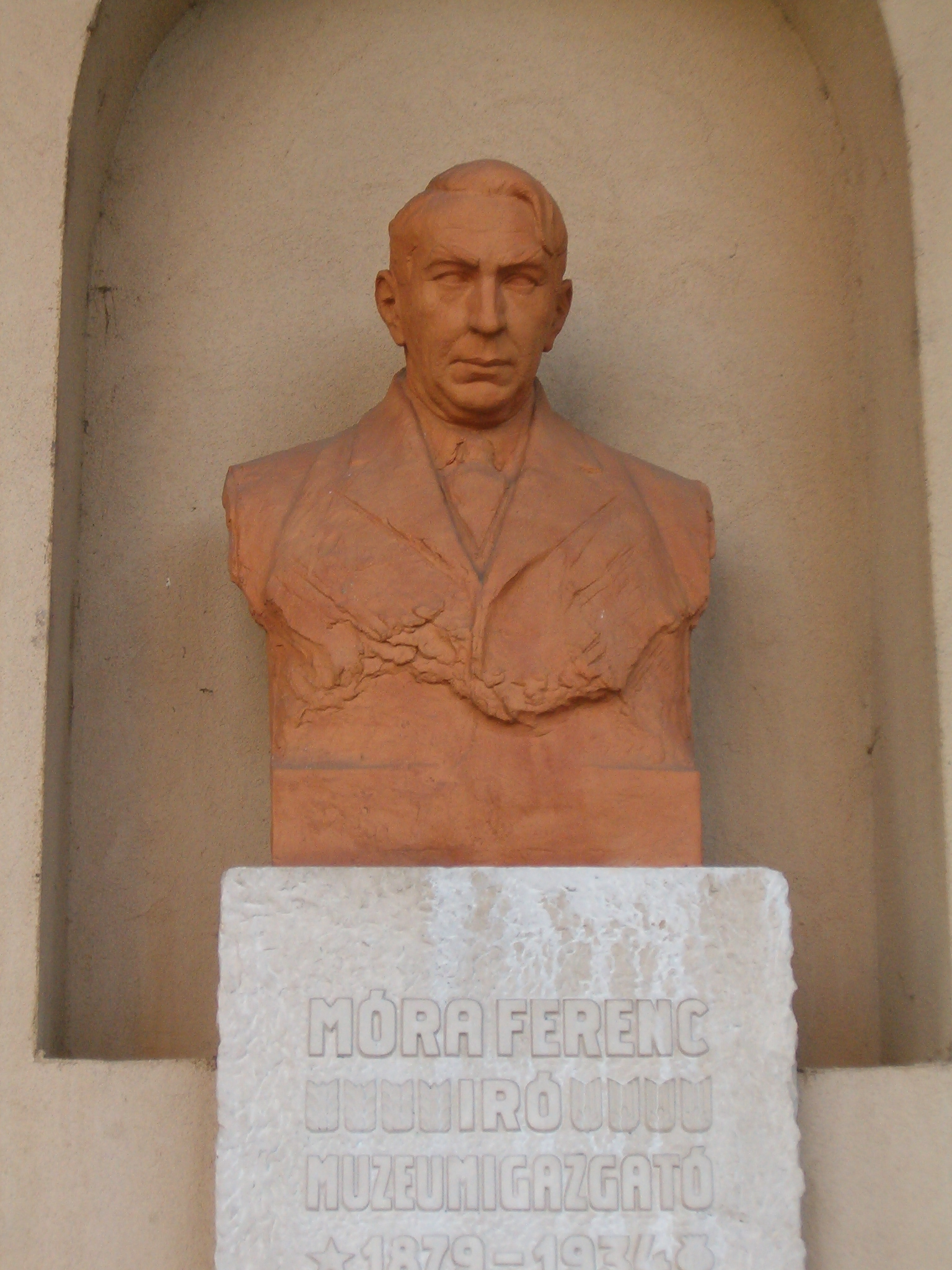
Statue von Ferenc Móra im Pantheon in Szeged

Ferenc Móra (ungarisch Móra Ferenc, * 19. Juli 1879 in Kiskunfélegyháza; † 8. Februar 1934 in Szeged) war ein ungarischer Schriftsteller, Journalist und Museumskundler. Er gilt als einer der bedeutendsten Schriftsteller der ungarischen Literatur.

## Leben und Werk
Ferenc Móra stammte als Sohn des Kürschners Márton Móra und der Bäckerin Anna Juhász aus einfachen Verhältnissen. Trotz dieser finanziellen Voraussetzungen seiner Familie brachte er es zu einer abgeschlossenen Schulausbildung und studierte anschließend in Budapest an der Loránd-Eötvös-Universität (ELTE) Geographie und Geschichte. Er arbeitete danach ein Jahr lang als Lehrer in Felsőlövő, damals Komitat Vas (Eisenburg) (heute Oberschützen, Burgenland, Österreich).
Parallel dazu wurde er zu einem bekannten Autor einerseits für Jugendliteratur, anderseits durch zahlreiche Erzählungen und Romane in der Tradition der europäischen Epik des 19. Jahrhunderts, etwa sein düster-poetisches „Hauptwerk […] einen der schönsten ungarischen Romane“: Lied von den Weizenfeldern (1927) oder den historischen Roman Der goldene Sarg (1932), der die Schilderung zeitbedingter und zeitloser menschlicher Schicksale vor dem Hintergrund der Herrschaft Kaiser Diokletians verbindet.
„Sein lyrischer Stil, seine bewusste Sprachkunst, seine umfassende Bildung und persönliche Integrität, sein ständiger Kampf für soziale Gerechtigkeit, die […] Kraft seines Humors machten ihn zu einem der beliebtesten – wenn auch nicht zum anspruchsvollsten - Schriftsteller Ungarns. Den größten Teil seines Lebenswerkes bilden seine Erzählungen mit ihrer reichen Themenvielfalt.“
Ab 1904 begann seine Karriere am Museum von Szeged, das gleichzeitig als Bibliothek fungierte. Von 1917 bis zu seinem Tod im Jahre 1934 war er der Direktor dieses Museums, das heute nach ihm benannt ist und die Fakultät für Archäologie der Universität der Wissenschaften Szeged (SZTE) beheimatet.

## Werke (Übersetzungen, Auswahl)
- Der Goldene Sarg: Roman aus der Zeit des Kaisers Diokletian. Übersetzt von Clemens von Walzel. Corvina Press, Budapest 1961, 4. Auflage 1977, ISBN 963-13-0214-8.
- Der Wundermantel. Übersetzt von Clemens von Walzel. Corvina Press, Budapest 1961, 6. Auflage 1989, ISBN 963-13-2468-0.
- Lied von den Weizenfeldern: Roman in 2 Teilen. Übersetzt von Andreas Gaspar. Höger, Wien / Leipzig 1936, DNB 575549734.
- Der zitternde König. Forma-Art, Wien 1991, ISBN 963-02-7385-3.
- Der einsame Kaiser. Übersetzt von Clemens von Walzel. Alfred Ibach Verlag, Wien / Leipzig 1942, DNB 57554970X.

## Verfilmungen

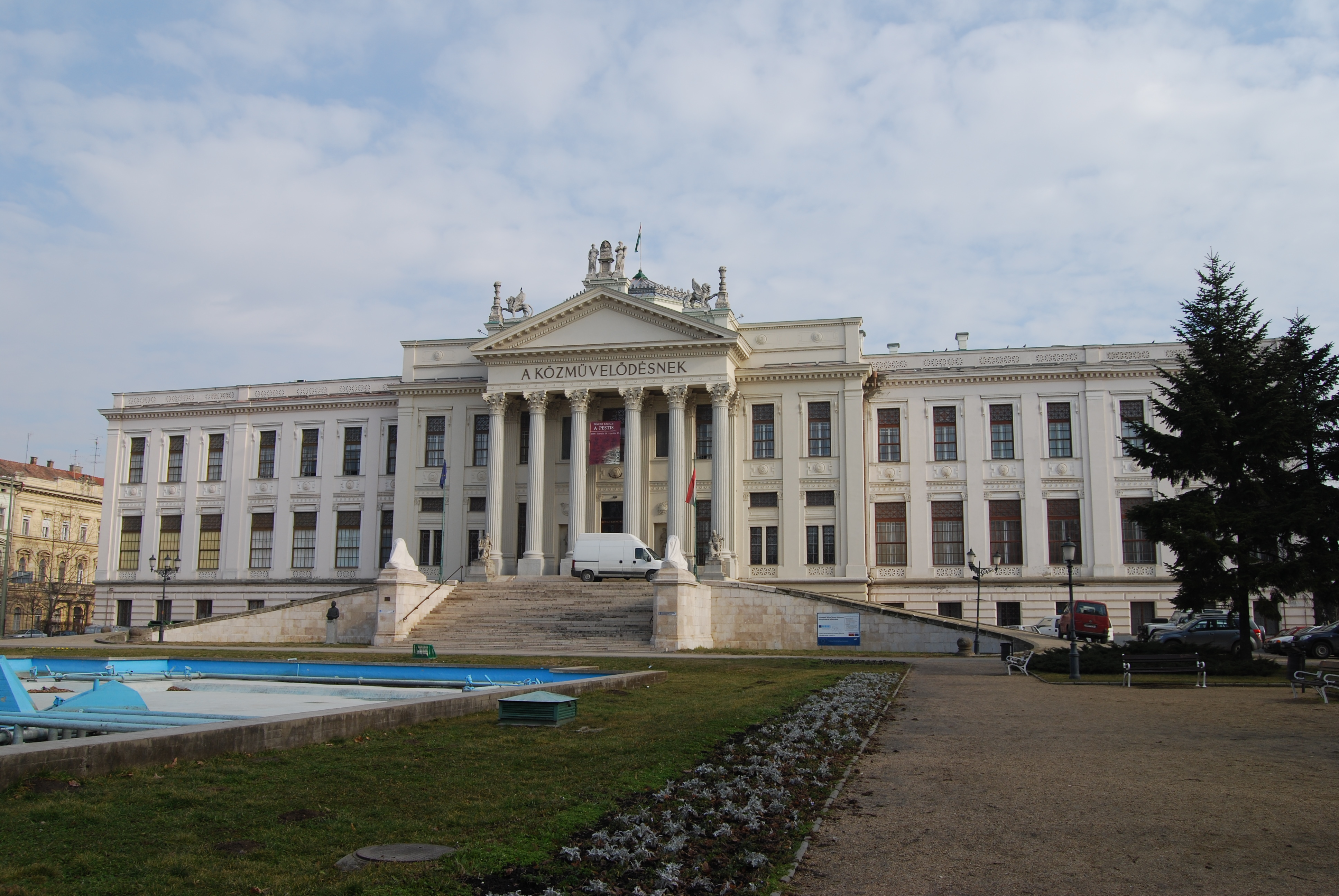
Ferenc Móra Museum in Szeged

- 1972: Der Wundermantel (Kincskeresö kisködmön)[2]
- 1956: Professor Hannibal (Hannibál tanár úr) – nach der Erzählung „Der von den Toten erweckte Hannibal“[2]